# Chapitô
Chapitô es una asociación cultural y escuela de circo portuguesa, ubicada en Lisboa y fundada por la artista circense Teresa Ricou.

## Historia
Chapitô comenzó a gestarse en la década de 1970 en Portugal cuando Teresa Ricou comenzó a organizar actuaciones de arte popular. En 1981, Chapitô se convirtió en una asociación en la sede de un edificio histórico donde, hasta mediados del siglo XX, existía un orfanato para “hijos naturales” de padres adinerados, que fueron los primeros alumnos de esta escuela que buscaba reinsertarles en la sociedad a través del oficio del circo.
En 1987, Chapitô se convirtió en Institución Privada de Solidaridad Social, año en el que fue declarado de "Interés Cultural Manifiesto" por la Secretaría de Estado de Cultura de Portugal. En 1991, se constituyó en Organización No Gubernamental para el Desarrollo (ONGD). En 2000 se convirtió en una institución acogida a la Ley de Mecenazgo Social y Cultural de Portugal.
A lo largo de su trayectoria, Chapitô, a través de su Casa de Cuidado de Niños, ha desarrollado un proyecto social para reducir la delincuencia juvenil en Lisboa a través de la enseñanza de las artes circenses.

## Otros proyectos
En 1996, Chapitô fundó su compañía de teatro gestual o teatro físico. Utilizando la comedia como vehículo, ha creado más de una treintena de espectáculos multidisciplinares basados en el trabajo físico del cuerpo actoral que han girado, además de en Portugal, por países como Brasil, Cabo Verde, China, Colombia, Eslovaquia, España, Finlandia, Francia, Irán, Italia, Noruega, Francia, Suecia o Argentina.

Además, se ha convertido en una Escuela Profesional de Artes y Oficios tanto para público adulto como infantil impartiendo formación artística y cultural relacionada con el circo, como claqué, malabares y arte dramático entre otras especialidades fomentando a la vez la integración social.

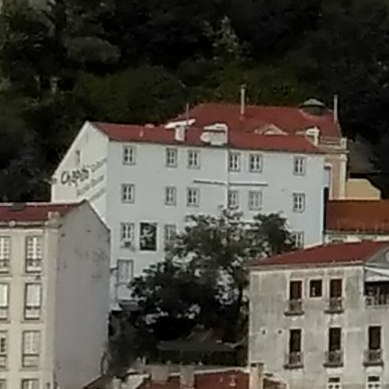
Edificio Chapitô, visto desde el Arco de la Rua Augusta.

## Reconocimientos
En 2009, Chapitô ganó el Premio Gulbenkian Beneficência 2009, reconociendo el mérito del esfuerzo desarrollado con miras a la reinserción social y la formación profesional, dirigido esencialmente a los jóvenes.
En 2012, Chapitô fue reconocido ex aequo con el Premio de Cooperación y Solidariedad António Sérgio, en la categoría de Buenas Prácticas. En 2015, su proyecto "Trupe Sénior" para la integración social a través del contacto intergeracional, fue el vencedor del premio AGIR-REN.